# Estádio 25 de Junho
Estádio 25 de Junho to wielofunkcyjny stadion w Nampuli w Mozambiku. Jest aktualnie używany głównie dla meczów piłki nożnej i jest domowym stadionem Clube Ferroviário de Nampula. Stadion mieści 4000 osób.